# Амаро
Амаро (итал. Amaro) је насеље у Италији у округу Удине, региону Фурланија-Јулијска крајина.
Према процени из 2011. у насељу је живело 836 становника. Насеље се налази на надморској висини од 298 м.

## Становништво
Према резултатима пописа становништва 2011. у општини је живело 841 становника.
| 1931. | 1936. | 1951. | 1961. | 1971. | 1981. | 1991. | 2001. | 2011. |
| ----- | ----- | ----- | ----- | ----- | ----- | ----- | ----- | ----- |
| 1.291 | 1.067 | 1.199 | 960   | 831   | 824   | 752   | 751   | 841   |